# Capitalización simple
La capitalización simple es un tipo de capitalización de recursos financieros que se caracteriza porque la variación que sufre el capital no es acumulativa. Los intereses que se generan en cada período no se agregan al capital para el cálculo de los nuevos intereses del siguiente período, aspecto que la diferencia de la capitalización compuesta. De esta manera los intereses generados en cada uno de los períodos serán iguales.
Se dice también que la capitalización constituye un medio de financiamiento para las empresas, mediante la inyección de capital para poder desarrollar sus proyectos. Al respecto hay dos opciones que tienen las empresas:
- El financiamiento propio
- El financiamiento externo. En donde nuevamente se encuentra con dos opciones.
  - Recurrir al mercado crediticio, y por tanto solicitar un préstamo de consumo a un banco (sin perjuicio del costo de oportunidad)
  - Dirigirse al mercado de capitales, es decir, emitir valores (seas acciones o bonos, o sea, títulos de crédito o títulos de deuda), mediante la emisión de tales valores que se venderán en el mercado, la empresa está capitalizando.

Para las sociedades anónimas también existe como medio de capitalización   la opción de capitalizar las utilidades. Se consultará a la junta de accionistas si prefiere que sus dividendos sean pagados o sean aportados al capital de la sociedad.
La ley de capitalización simple se utiliza generalmente para operaciones a corto plazo, es decir, menores a un año. Para plazos superiores se suele utilizar la capitalización compuesta. Esto se debe a que en períodos inferiores a un año la capitalización simple produce más intereses que la capitalización compuesta, aunque en períodos superiores al año la situación es la contraria.

## Factores de los que depende
Los intereses (I) generados por un capital (Co) dependen de las siguientes variables:
- La cuantía del propio capital invertido. (Co)
- El tiempo de duración de la inversión. (n)
- El tipo de interés aplicado. (i)

El cálculo correcto del interés exige que el tiempo de duración de la inversión y el tipo de interés estén correlacionados. Ejemplo: Si queremos hallar el interés que producen 1.000 € invertidos al 1 % mensual (0,01 expresado en tanto por uno) durante 4 semestres deberemos transformar los dos últimos datos de la siguiente manera:
- 1 semestre / 6 meses; 4 semestres = x meses. Resolviendo esta regla de tres veremos que 4 semestres = 24 meses.
  - I = 1.000 × 24 × 0,01 = 240 €
- 1 % semestral / 0,16 % mensual ; x % semestral / 1 % mensual. 1 % mensual = 6 % semestral.
  - I = 1.000 × 4 × 0,06 = 240 €
- También puede resolverse recurriendo a la transformación de ambos datos a un tercer periodo común.
  - 1 año / 2 semestres; x años / 4 semestres. 4 semestres = 2 años
  - 1 % anual / 0,083 % mensual; x % anual / 1 % mensual. 1 % mensual = 12 % anual.
    - I = 1.000 × 2 × 0,12 = 240 €